# عقد 20 هـ
عقد 20 هـ هو الفترة بين عام 20 إلى 29 في التقويم الهجري، أي العشر سنوات الثالثة من القرن الأول الهجري.